# 原因療法
原因療法（げんいんりょうほう、英: cause-therapyあるいはroot-cause therapy）は、疾患の完全な治癒を目指してその原因そのものを取り除こうとする治療法。症状や疾患の根本原因を取り除く治療法であり、対症療法と対置される概念。根治療法（こんちりょうほう）とも言う。
疾患の多くは、根本の原因の直接の影響に加えて、根本原因から派生した諸影響が引き起こす間接的な影響も受けている。対症療法を採用して根本の原因を放置していては、いつまでも根本原因から派生的影響が生じつづけ、しばしば一種の「いたちごっこ」になってしまうが、原因療法は根本原因を取り除き、完全な治癒を目指す。
とは言え、「原因と結果」の連鎖というのは重層的、多重的に起きているので、原因と結果は相対的なものとなる。たとえば感染症の場合、病院に来院したひとりの患者だけに焦点をあわせた場合は「抗ウィルス薬を処方すること」で原因療法と言える。医学辞典などでは通常はそのレベルの記述にとどまる。ただし総合診療医などは、実際には、もっと根本の原因となっていることを探ることも行い、たとえば診療中の会話の情報などから、個々の患者の行動や生活環境に潜む根本原因を探り、そうした根本原因を取り除くように勧めることも行う。たとえば（栄養状態（食生活）に根本原因がある場合は食生活を改めなければ問題は起き続けるので）食生活の改善も勧めるし、睡眠不足が原因となっている場合は睡眠をとれるように生活を見直すことなども勧める。（なお、感染症の場合、視野を社会レベルまで広げ、感染予防学レベルで考えた場合の、根本原因を除去する処置というのは、そもそも感染が起きないようにマスクの着用や手指を洗うことを人々に徹底させる活動や、抗体をもつ人々の割合を高めるためにワクチン開発およびワクチン接種率を高めることなので、WHOや各国政府レベルでこうした活動を行う）。

## 原因療法の例
- 感染症の場合
  - （すでに感染してしまった場合）抗生物質の処方・投与[2]。また抗真菌薬、抗ウイルス薬などの処方・投与。
  - 真の根本原因である病原体が感染してしまうリスクを除去すること
    - マスクを着用するように人々に勧めること、手指を規定どおり正しく洗うこと。（ただし、これは各医師による処方・処置というより、WHOや各国政府が各国民に対して呼びかける形で行う処置）。高汚染区域で活動する医師・看護師の場合、フェイスシールドや防護服なども着用すること。

  - 社会全体で抗体を持つ人の割合を増やすためにワクチン開発およびワクチン接種率向上を図る（これも医師個人というより国家レベルで行う処置）
  - 特定の患者について、そもそも患者の特定の行動によって免疫力が低下していることが根本原因となって、さまざまな感染症にかかりやすくなっている場合
    - 免疫低下を招くような特定行動を控えるように患者に指示すること（たとえば睡眠不足、過剰な運動、劣悪な栄養状態、過度のストレスなどが原因で免疫低下が起きている場合は、睡眠時間を確保すること、運動を控えめにすること、適切な栄養を摂ること、ストレス源から離れること、などを患者に勧めること）

- リウマチの疼痛の場合
  - （数十年前までは対症療法しか無く、ただ鎮痛薬を処方して痛みを抑えるだけで、リウマチの進行を止めていなかったのに対し）原因療法では抗リウマチ薬を処方しリウマチ自体の進行を止める
- がんの場合
  - すでに身体にあるがん
    - （他臓器への転移が無い、と分かっている場合は）手術によりがん化した組織を全摘出すること[2]。また化学療法、放射線療法など（ただし極端なストレス、あるいは放射線の影響などという真の根本原因があり、いくつもの臓器に悪性腫瘍が発生している患者の場合は、手術はむしろ「対症療法」になってしまう。真の根本原因（たとえば極端なストレスや放射性物質など）を遠ざけない限り、手術をした後にもまた悪性腫瘍が発生してしまい「いたちごっこ」になってしまう。）

  - 疫学的に「がん発生の確率を抑える」と明らかにされていることの実践（近年では医師もこうしたことを患者に勧めることが増えている）
    - 「運動の実践」を患者に勧めること
    - 塩分濃度の高い食品の摂取を控えめにすることを患者に勧めること

  - 原子力発電所の事故の影響によるがんの場合
    - 高い放射線レベルを示す食品を口にしない
    - 極端に高い放射線レベルを示す建物内に入らない。やむを得ない場合でも、定められた被ばく量上限を越えて建物内で活動しない。
    - 高い放射線レベルを示す地区にできるだけ近づかない。

## 原因療法と対症療法の組み合わせ
インフルエンザ
原因療法としてはオセルタミビルなどの抗ウイルス薬が投与される。場合によっては、体力の消耗を抑え合併症を防ぐため、解熱薬の投与や輸液などの対症療法が行われる。
消化性潰瘍 (胃潰瘍、十二指腸潰瘍)
原因は様々であるが、ヘリコバクター・ピロリが感染している場合は、その除菌が最大の原因療法となる。これと併せて、胃酸分泌抑制薬や胃粘膜保護薬の投与が行われるが、これらは原因療法とも対症療法とも解釈できる。